# Cuca Navarro
Cuca Navarro, seudónimo de Clara María Soledad Navarro Pereira (Santiago, 16 de julio de 1960 - ibidem, 26 de noviembre de 1998), fue una actriz de teatro y televisión chilena.

## Biografía
Nació el 16 de julio de 1959 en Santiago. Hija de Óscar Navarro De Stefano (n. 1917-f. 2012) y de María Soledad Pereira Brieba (n. 1939-f. 1987), quien también es conocida en el ámbito teatral como actriz y dramaturga, perteneciente de dos familias sociopolíticas más influyentes de su país (Pereira y Brieba).
Es nieta de Hernán Pereira Montes; descendiente de José Luis Pereira Arguibel, cuya sucesión es propietaria del Palacio Pereira de Santiago, y de Clara María «Mimi» Brieba Yanquez; intelectual, socialité e impulsora del sufragio femenino en Chile a través del Partido Femenino. Es bisnieta de Enrique Brieba; ingeniero y presidente de la Comisión Demarcadora de la Frontera Limítrofe entre Chile y Perú en 1929, y de Clara Isabel Yanquez Cerda; socialité, y es tataranieta de Alejandro Yanquez Persoglia y de Clarisa Cerda de los Santos.
Cuca se trasladó a Venezuela a los 14 años luego del Golpe de Estado en Chile de 1973. A esa edad comenzó a trabajar en compañía de teatro Pantomima, de los también exiliados Jaime Schneider y Silvia Santelices, y actuaron en el Festival Internacional de Teatro.
De regreso en su país, ingresó al Departamento de Teatro de la Facultad de Artes de la Universidad de Chile. Al egresar, se unió a la compañía de Teatro Itinerante dirigido por el Departamento de Extensión del Ministerio de Educación y realizó una gira de teatro desde Arica hasta el Archipiélago de Tierra del Fuego. Actuó en Nuestro Pueblo y Manuel Leonidas Donaire y las cinco mujeres que lloraban por él.
Se abrió paso en la televisión en 1982 con un pequeño papel en la telenovela De cara al mañana de Televisión Nacional de Chile. Luego, Cuca consiguió roles en producciones de Canal 13.
Sus últimas apariciones las realizó en 1997 en teatro fue con la obra Entre Pancho Villa y una mujer desnuda y en televisión en Oro verde, dirigida por Vicente Sabatini y Eclipse de luna, dirigida por Cristián Mason.

## Matrimonio e hijas
Contrajo matrimonio con Alberto Castillo; actor hispano-chileno, con quien tuvo dos hijas: Daniela Antonia y Andrea Castillo Navarro, esta última conocida por su rol de Camilita en Los Venegas.Posteriormente, el matrimonio se anuló. Su última pareja fue Sergio Roccatagliata.
Falleció en 1998 tras una íntima lucha contra el cáncer de seno desde 1994.

## Televisión
| Año  | Título                         | Papel                    | Cadena   |
| ---- | ------------------------------ | ------------------------ | -------- |
| 1982 | De cara al mañana              | Cora Aguad               | TVN      |
| 1984 | Andrea, justicia de mujer      | Ana Álvarez              | Canal 13 |
| 1985 | El prisionero de la medianoche | Teresita                 | Canal 13 |
| 1985 | La dama del balcón             | Mercedes                 | TVN      |
| 1985 | Morir de amor                  | Elsa Mardones            | TVN      |
| 1988 | Bellas y audaces               | Raffaella Silvani        | TVN      |
| 1989 | Teresa de Los Andes            | Lucía Fernández Solar    | TVN      |
| 1990 | Corín Tellado                  | Olga                     | TVN      |
| 1990 | ¿Te conté?                     | Secretaria               | Canal 13 |
| 1991 | Ellas por ellas                | Déborah                  | Canal 13 |
| 1992 | Estrictamente sentimental      | Mónica                   | TVN      |
| 1992 | Trampas y caretas              | Ginecóloga               | TVN      |
| 1993 | Doble juego                    | Loreto                   | Canal 13 |
| 1996 | Sucupira                       | Purita Barriga           | TVN      |
| 1996 | Adrenalina                     | Amiga de Ximena y Álvaro | Canal 13 |
| 1997 | Eclipse de luna                | Antonieta                | Canal 13 |
| 1997 | Oro verde                      | Sara Martínez            | TVN      |
| 1997 | Las historias de Sussi         | Jefa de gendarmería      | TVN      |
| 1997 | Playa Salvaje                  | Mariela Garrido          | Canal 13 |
| 1998 | La chica del Crillón           | Marta Sánchez de Cepeda  | TVN      |

## Teatro
- 1983: Nuestro Pueblo
- 1983: Manuel Leonidas Donaire y las cinco mujeres que lloraban por él
- 1988: Noche de póker
- 1997: Entre Pancho Villa y una mujer desnuda